# 以色列電力

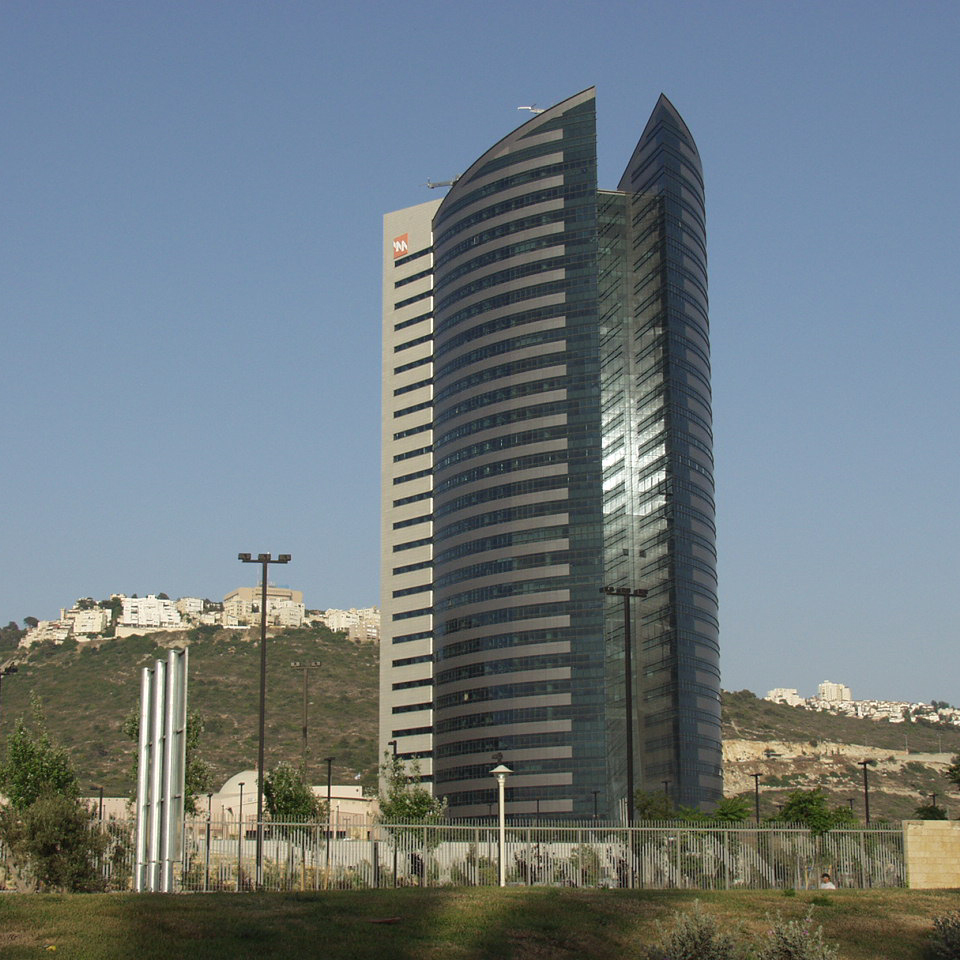
以色列電力總部IEC大樓

以色列電力公司（希伯來語：חברת החשמל לישראל）是以色列最大的電力供應公司。以色列電力提供發電站的建立、維護和運行；送電和配電網等業務。以色列電力是以色列唯一的綜合電力公司，其裝機容量約佔以色列總發電量的75%，並傳輸和分配以色列的絕大部分電力。以色列政府擁有該公司99.85%的股權。

## 外部連結
- Investor Relations Site（页面存档备份，存于）
- Official Site（页面存档备份，存于）